# Каменный Брод (Хорошевский район)
Каменный Брод (укр. Кам'яний Брід) — село на Украине, находится в Хорошевском районе Житомирской области.
Население по переписи 2001 года составляет 198 человек. Почтовый индекс — 12131. Телефонный код — 4145. Занимает площадь 1,3 км².

## Адрес местного совета
12131, Житомирская область, Хорошевский р-н, с. Фасова, ул. Б. Хмельницкого, 39б, тел.: 75-2-31

## Известные уроженцы, жители
- Кручинский, Генрих Владиславович (1923—2006) — советский и белорусский стоматолог-хирург, доктор медицинских наук, заслуженный деятель науки БССР, профессор.